# Simone Jortay-Lemaire
Simone Jortay-Lemaire geboren als Simone Lemaire (Verviers, 27 maart 1929 - Charleroi, 29 september 1984) was een Belgisch senator.

## Levensloop
Jortay-Lemaire werd huwelijksadviseur en richtte in de jaren 1960 een sociaal centrum voor migranten en een familiaal planningscentrum op in Verviers. Later verhuisde ze naar de regio rond Charleroi om een familiaal planningscentrum op te richten in Momignies, waarna ze aan de Universiteit van Bergen psychologie-pedagogie ging studeren.
Eind jaren 1970 was ze medeoprichter van de Ecolo-afdeling van het arrondissement Charleroi. In 1981 werd ze voor de partij eerder onverwacht verkozen tot lid van de Belgische Senaat als rechtstreeks gekozen senator voor het arrondissement Charleroi-Thuin. Ze bleef lid van de Senaat tot in 1984, toen ze overleed aan de gevolgen van een ongeval. Van 1981 tot 1984 was ze eveneens lid van de Waalse Gewestraad en de Raad van de Franse Gemeenschap.